# Adatfüggőség
Az adatfüggőség a számítástechnikában olyan helyzet, amelyben egy utasítás egy korábbi utasításban lévő adatra utal. A fordítóelméletben az utasítások adattól való függőségének felfedezésére alkalmazott technikát függőségelemzésnek hívják.
Háromféle függőség van: adat-, név- és vezérlésfüggőség.

## Adatfüggőségek
Feltételezve {\displaystyle S_{1}} és {\displaystyle S_{2}} utasítást, {\displaystyle S_{2}} függ {\displaystyle S_{1}}-től ha
{\displaystyle [I(S_{1})\cap O(S_{2})]\cup [O(S_{1})\cap I(S_{2})]\cup [O(S_{1})\cap O(S_{2})]\neq \varnothing ,}
ahol
- {\displaystyle I(S_{i})} az {\displaystyle S_{i}} által olvasott memóriahelyek halmaza;
- {\displaystyle O(S_{j})} az {\displaystyle S_{j}} által írt memóriahelyek halmaza;
- és van egy megvalósítható végrehajtási útvonal {\displaystyle S_{1}} és {\displaystyle S_{2}} között.

Ez a Bernstein-állapot, amelyet A. J. Bernstein nevezett el.
Három eset létezik:
- Valódi függőség: {\displaystyle O(S_{1})\cap I(S_{2})\neq \varnothing }, {\displaystyle S_{1}\rightarrow S_{2}} és {\displaystyle S_{1}} ír valamit, mielőtt azt {\displaystyle S_{2}} olvasná.
- Hamis függőség: {\displaystyle I(S_{1})\cap O(S_{2})\neq \varnothing }, {\displaystyle S_{1}\rightarrow S_{2}} és {\displaystyle S_{1}} olvas valamit, mielőtt azt {\displaystyle S_{2}} felülírná.
- Kimeneti függőség: {\displaystyle O(S_{1})\cap O(S_{2})\neq \varnothing }, {\displaystyle S_{1}\rightarrow S_{2}} és mindkettő ugyanarra a memóriahelyre ír.

### Valódi függőség
Valódi függőség (read after write, RAW) akkor fordul elő, ha egy utasítás egy előző utasítás eredményétől függ:
```
1. A = 3
2. B = A
3. C = B
```

A 3. és a 2. utasítás között valódi függőség van, mivel a C végső értéke a B frissítésétől függ. A 2. és az 1. utasítás között is valódi függőség van, mivel a B végső értéke az A frissítésétől függ. Mivel a 3. és a 2., illetve a 2. és az 1. utasítás között valódi függőség van, ezért a 3. és az 1. utasítás között is valódi függőség lesz. Az utasításszintű párhuzamosság ezért ebben a példában nem lehetséges.

### Hamis függőség
Hamis függőség (write after read, WAR) akkor fordul elő, amikor egy utasítás egy később frissített változót igényel. A következő példában a 3. és a 2. utasítás között hamis függőség van – ezeknek az utasításoknak a sorrendje nem változtatható meg, és nem hajthatók végre párhuzamosan, mivel ez befolyásolja az A végső értékét.
```
1. B = 3
2. A = B + 1
3. B = 7
```

A hamis függőség egy példa a névfüggőségre. Vagyis a változók átnevezése megszüntetheti a függőséget, mint a következő példában:
```
1. B = 3
N. B2 = B
2. A = B2 + 1
3. B = 7
```

Egy új B2 változót vezetünk be a B jelölésére egy új, N. utasításban. A 3. és a 2. utasítás között a függőség megszűnt, ami azt jelenti, hogy ezeket az utasításokat most párhuzamosan is végre lehet hajtani. A módosítás azonban új függőséget vezetett be: a 2. és az N., valamint az N. és az 1. utasítás között valódi függőség van. Mivel valódi függőségek, ezért ezeket lehetetlen biztonságosan eltávolítani.

### Kimeneti függőség
Kimeneti függőség (write after write, WAW) akkor fordul elő, amikor az utasítások rendezése befolyásolja egy változó végső kimeneti értékét. Az alábbi példában egy kimeneti függőség van a 3. és az 1. utasítás között – ebben a példában az utasítások sorrendjének módosítása megváltoztatja az A végső értékét, így ezeket az utasításokat nem lehet párhuzamosan végrehajtani.
```
1. B = 3
2. A = B + 1
3. B = 7
```

Mint a hamis függőségnél, a kimeneti függőségek névfüggőségek is. Vagyis ezek eltávolíthatók a változók átnevezésével, a fenti példa alábbi módosítása szerint:
```
1. B2 = 3
2. A = B2 + 1
3. B = 7
```

Az adattfüggőségek általánosan használt elnevezései a következők: read after write vagy RAW (valódi függőség), write after read vagy WAR (hamis függőség), write after write vagy WAW (kimeneti függőség).

## Vezérlésfüggőség
Az A és a B utasítás között vezérlésfüggőség van, ha az A kimenetele határozza meg, hogy a B-t végre kell-e hajtani, vagy sem. A következő példában az {\displaystyle S_{2}} és az {\displaystyle S_{1}}utasítás között vezérlésfüggőség van. Azonban az {\displaystyle S_{3}} nem függ az {\displaystyle S_{1}}-től, mivel az {\displaystyle S_{3}}-at mindig végrehajtják, függetlenül az {\displaystyle S_{1}}-től.
```
S1.         if (a == b)
S2.             a = a + b
S3.         b = a + b
```

Intuitív módon a B és az A utasítás között vezérlésfüggőség van, ha
- a B végrehajtása az A után lehetséges, és
- az A végrehajtásának kimenetele határozza meg, hogy a B végrehajtásra kerül-e, vagy sem.

Jellemző példa, hogy vezérlésfüggőségek vannak az if állítás feltételes része és az igaz/hamis állításai között.
A vezérlésfüggőség formális meghatározása az alábbiak szerint adható meg:
Az {\displaystyle S_{2}} és az {\displaystyle S_{1}} utasítás között akkor és csak akkor van vezérlésfüggőség, ha
- létezik egy {\displaystyle P} út {\displaystyle S_{1}} és {\displaystyle S_{2}} között, amelyen minden utasításra teljesül, hogy {\displaystyle S_{i}\neq S_{1}}, és amelyet a program végéig minden lehetséges úton követ {\displaystyle S_{2}}, továbbá
- {\displaystyle S_{2}}-nek nem feltétlenül kell követnie {\displaystyle S_{1}}-et, például ha létezik egy végrehajtási út {\displaystyle S_{1}}-től a program végéig, amely nem megy keresztül {\displaystyle S_{2}}-n.

## Fordítás
- Ez a szócikk részben vagy egészben  a   Data dependency című angol Wikipédia-szócikk ezen változatának fordításán alapul.  Az eredeti cikk szerkesztőit annak laptörténete sorolja fel. Ez a jelzés csupán a megfogalmazás eredetét és a szerzői jogokat jelzi, nem szolgál a cikkben szereplő információk forrásmegjelöléseként.